# Rainbirds
Rainbirds – niemiecki zespół muzyczny z lat 80 i 90, działający wokół twórczości wokalistki Kathariny Franck.

## Dyskografia

### Single
- 1987 - Blueprint
- 1988 - Boy on the Beach
- 1989 - Sea of Time
- 1989 - Not Exactly
- 1989 - Love Is a Better Word (White City of Light)
- 1991 - Two Faces
- 1993 - Devils Dance
- 1993 - Jamais Jamais
- 1995 - Blueprint (New Mix)
- 1996 - Absolutely Free
- 1996 - Give Me a Kiss
- 1997 - Don`t Cry a River for Me (Be Cool)
- 1997 - Shoot from the Hip

### Albumy
- 1987 - Rainbirds
- 1989 - Call Me Easy, Say I'm Strong, Love Me My Way, It Ain't Wrong
- 1991 - Two Faces
- 1993 - In a Different Light
- 1995 - The Mercury Years
- 1996 - Making Memory
- 1997 - Forever
- 1999 - rainbirds3000.live
- 2014 - Yonder